# Jean-Pierre Malcher
Pas d'image ? Cliquez ici
Jean-Pierre Malcher, né le 19 février 1950 est un pilote automobile français qui a participé à diverses compétitions sur piste et sur route.

## Biographie
Jean-Pierre Malcher s'est fait remarquer à la fin des années 1960 au volant d'une R8 Gordini mai a aussi fait partie de l'écurie Chardonnet. Dans les années 1970, il participe aux championnats de  Formule Renault Europe et de Formule 3.
Il remporte en 1988 le championnat de France de Groupe A sur circuits sur une BMW M3 GrA du Garage du Bac, épaulé sur les épreuves d'endurance par Pierre Petit.
Il obtient trois titres de champion de France de Supertourisme avec BMW, dont le titre 1981 (8 victoires sur 14 courses) sur une BMW 320i du Garage du Bac, les titres 1989 et 1990 sur une BMW M3 de l'équipe Pelras Compétition, avant de rejoindre le team JMB Racing avec lequel il gagne la Porsche Supercup.
En 1988, au volant d'une R21 2l Turbo légèrement modifiée, Jean-Pierre Malcher bat le record du monde de vitesse sur glace  (246,926 km/h avec des pneus contact et 250,610 km/h avec des pneus cloutés,).
Il a également été pilote-essayeur et journaliste pour Auto Hebdo de nombreuses années.

## Palmarès
- Triple Champion de France de Supertourisme, en 1981, 1989, 1990
- Champion de France de Groupe A circuits, en 1988
- Vainqueur de la Porsche Carrera Cup France, en 1991
- Vainqueur de la Porsche Supercup, en 1995
- Vainqueur des 24 Heures de Chamonix à cinq reprises, en 1984 avec Bernard Darniche sur Audi Quatro, en 1986 avec Franz Hummel (l'organisateur de la compétition) sur Citroën Visa 1000 pistes, en 1989 et 1990 avec François Chauche sur BMW 325 IX, et en 1993 avec Bertrand Balas sur BMW CA Sport;
  - 2e du Trophée Andros en 1990 et 1992 (sur BMW 325lx)[3].

## Résultats aux 24 Heures du Mans
| Année | Voiture   | Équipe             | Équipiers                      | Résultat |
| ----- | --------- | ------------------ | ------------------------------ | -------- |
| 1979  | Lola T298 | Jean-Marie Lemerle | Alain Levié/Jean-Marie Lemerle | Abandon  |